# Markella Kavenagh
Markella Kavenagh (2000) è un'attrice australiana nota per il ruolo di Nori Brandipiede in Il Signore degli Anelli - Gli Anelli del Potere.

## Filmografia
- The Kelly Gang (True History of the Kelly Gang), regia di Justin Kurzel (2019)
- My First Summer, regia di Katie Found (2020)

### Televisione
- Romper Stomper – serie TV, 6 episodi (2018)
- Picnic at Hanging Rock, regia di Larysa Kondracki, Amanda Brotchie e Michael Rymer – miniserie TV (2018)
- The Cry, regia di Glendyn Ivin – miniserie TV (2018)
- My Life Is Murder – serie TV, episodio 1x02 (2019)
- The Gloaming - Le ore più buie (The Gloaming) – serie TV, 8 episodi (2020)
- Il Signore degli Anelli - Gli Anelli del Potere (The Lord of the Rings: The Rings of Power) – serie TV (2022-in corso)
- Bad Behaviour, regia di Corrie Chen – miniserie TV (2023)

## Riconoscimenti
- 2018: Candidatura al premio AACTA nella categoria Miglior Nuovo Talento
- 2018: Premio Casting Guild of Australia Rising Star

## Doppiatrici italiane
Nelle versioni in italiano delle opere in cui ha recitato, Markella Kavenagh è stata doppiata da:
- Alice Venditti in The Gloaming - Le ore più buie
- Margherita De Risi ne Il Signore degli Anelli - Gli Anelli del Potere